# Пинелли, Бартоломео
Бартоломео Пинелли (итал. Bartolomeo Pinelli; 20 ноября 1781, Рим — 1 апреля 1835, Рим) — итальянский рисовальщик, иллюстратор, акварелист и гравёр академического направления. Пинелли был известным иллюстратором, рисовал и гравировал изображения разных персонажей в народных итальянских костюмах, сцены на сюжеты из литературных произведений, народных праздников и обычаев жителей Рима.

## Биография
Пинелли родился в районе Трастевере, в то время бедном квартале по правому берегу Тибра, в Риме, в семье мастера-лепщика церковных скульптур. Отец обучал его искусству керамики. Бартоломео учился сначала в Академии изящных искусств в Болонье, куда семья переехала в 1792 году, а затем, с 1799 года, в Академии Святого Луки в Риме. В том же 1799 году он начал своё сотрудничество с швейцарским художником Францем Кайзерманом. Его первая мастерская находилась на площади Пьяцца-Шарра на Корсо. Его сын Акилле («Ахилл») стал живописцем-акварелистом
В первые годы самостоятельной работы он писал акварелью. С 1807 года работал над альбомом из тридцати шести акварелей под названием «Сцены и костюмы Рима и Лацио» (Scene e Costumi di Roma e del Lazio). Его первая серия гравюр, начатая в 1809 году, называлась «Сборник пятидесяти живописных костюмов, гравированных офортом» (Raccolta di cinquanta costumi pittoreschi incisi all’acquaforte).
Вероятно, в 1809 году он женился на Марианджеле Гатти по древнему республиканскому обряду. У супругов родилась дочь, возможно, умершая в молодом возрасте, и сын Акилле, названный в честь афинского героя Ахиллеса.
В 1816 году Пинелли закончил иллюстрации к «Истории Рима» (La Storia Romana), а в 1821 году — сборнику «История Греции» (La Storia Greca). Он высоко ценил традиции и религиозные обычаи Древней Греции и Рима и выполнил серию гравюр с образами пантеона античных богов.
Он также создал серию гравюр «История обезглавленного разбойника» (La Storia del Brigante Decapitito) о разбойнике, которого во сне обезглавила его жена в отместку за убийство их ребёнка. Пинелли считал, что разбойники, или бандиты, в своём стремлении к независимости и свободе от законов, навязанных правителями, сохранили наследное стремление к свободе старого республиканского Рима. Для Пинелли итальянский патриотизм был адекватен возвращению к ценностям Древнего Рима. Примером покровителей его изображений итальянских разбойников являются две картины, принадлежавшие герцогине Девонширской. По воспоминаниям современника, Давида Сильваньи, «он был причудлив в своих костюмах, любил рискованные и даже злые шутки. Он одевался небрежно, по народной моде, и его всегда видели прогуливающимся по Риму в сопровождении двух больших мастифов и вооружённым булавой с бронзовой фигуркой на рукоятке. Он быстро впадал в гнев, хотя обычно был весел и шутлив; он был скептиком».
Между 1822 и 1823 годами Пинелли закончил серию из пятидесяти двух офортов для иллюстраций сатирической поэмы под названием «Мео Патакка» (Il Meo Patacca), или «Истинный Рим на праздновании триумфов Вены» (Il Meo Patacca o vero Roma in festa nei Triumphi di Vienna). Сокращённое название можно условно перевести с народного наречия как «Мой мусор», или «Мои глупости». Это стихотворное произведение, опубликованное в 1695 году Джузеппе Бернери (1637—1701), написанное на римском диалекте. Представляет собой историю высокомерного и самодовольного человека, хорошо владеющего оружием, который получил известие об осаде Вены турками-османами и решает организовать собственную экспедицию добровольцев в поддержку австрийцев. Но осада уже была снята и собранные героем деньги решили использовать для празднования этого события. Произведение в целом можно отнести к зарождавшемуся тогда жанру героико-комической поэмы, которая, как следует из самой формулировки, родилась с целью осмеяния философии, лежащей в основе предшествующей рыцарской эпической поэзии.
Помимо изображений, посвящённых римским народным обычаям, Пинелли прославился тем, что иллюстрировал многочисленные книги, создал серии гравюр, вдохновлённых «Илиадой», «Одиссеей», «Энеидой» и греко-римской мифологией.
25 августа 1834 года за безразличие к пасхальному празднику он с удовлетворением принял интердикт (отлучение от церкви). Художник скончался в бедности и одиночестве 1 апреля 1835 года.
В санкт-петербургском Эрмитаже помимо нескольких акварелей имеются две картины маслом работы Пинелли: «Молитва Мадонне» и «Итальянки у колодца».

## Галерея

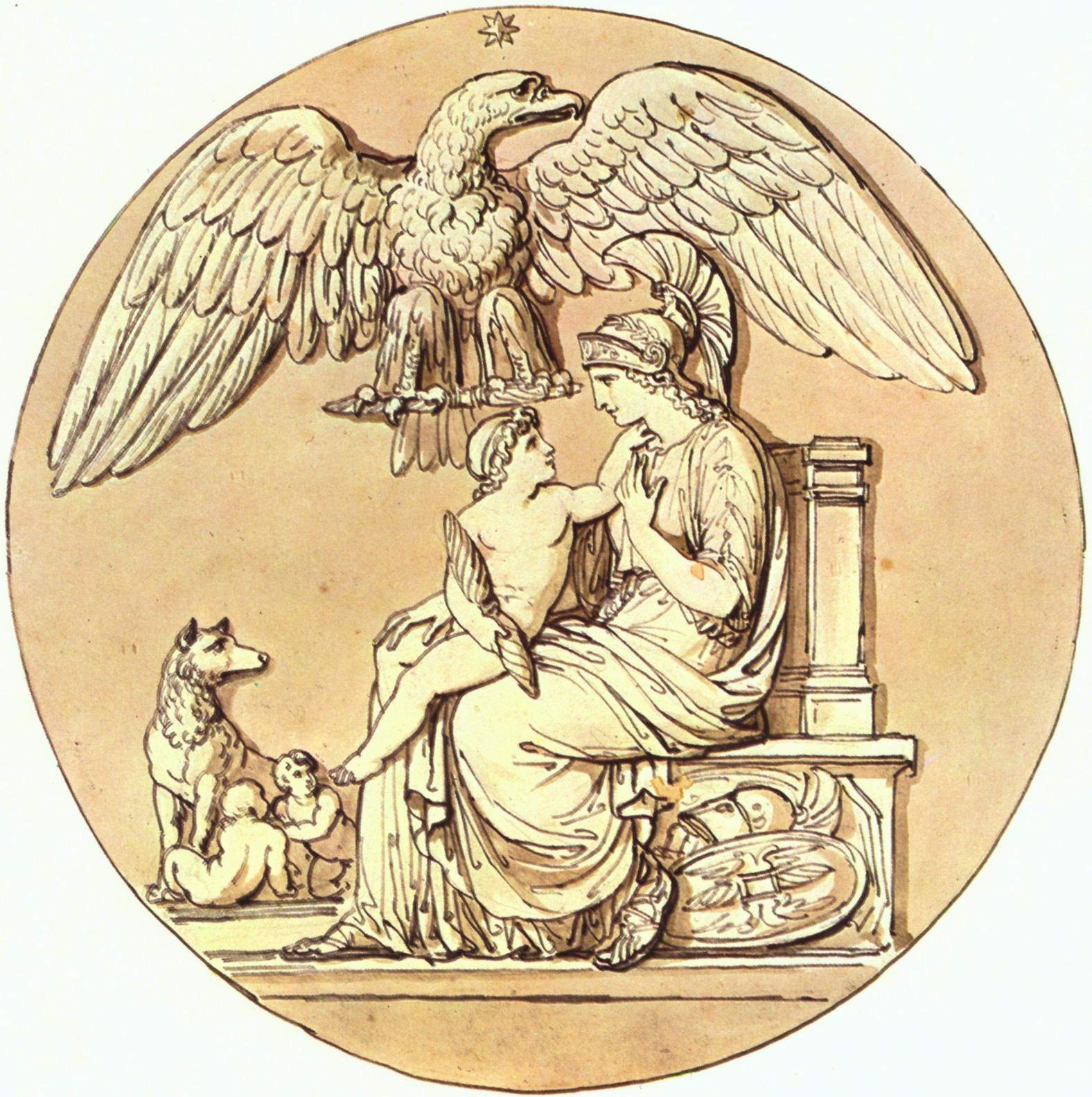
Богиня Рома и царь Рима. 1811. Бумага, тушь, перо, кисть, акварель. Музей Наполеона, Рим
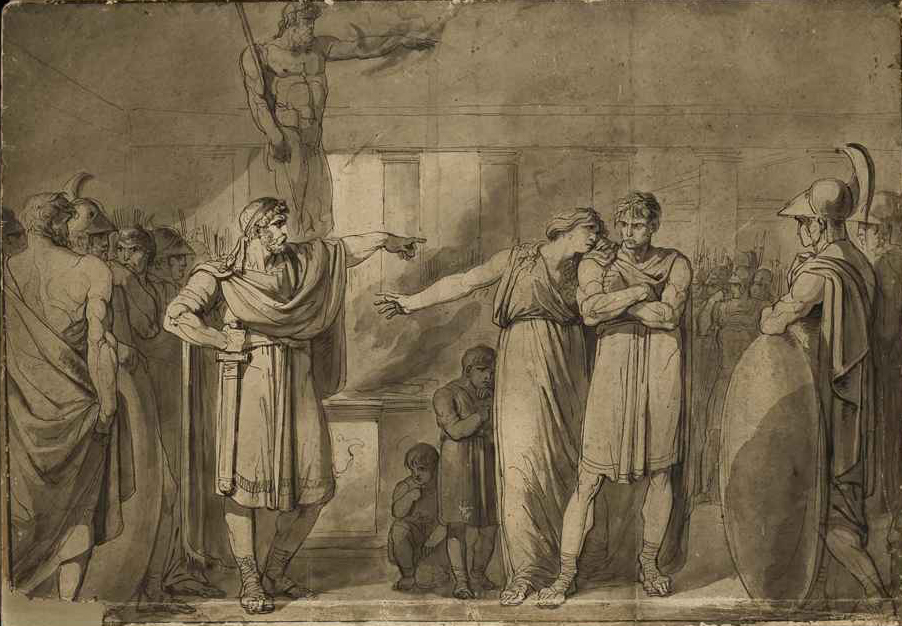
Клеомброт, изгнанный Леонидом II, царём Спарты. Бумага, итальянский карандаш, перо, кисть, сепия. Музей классического искусства, Мужен, Франция
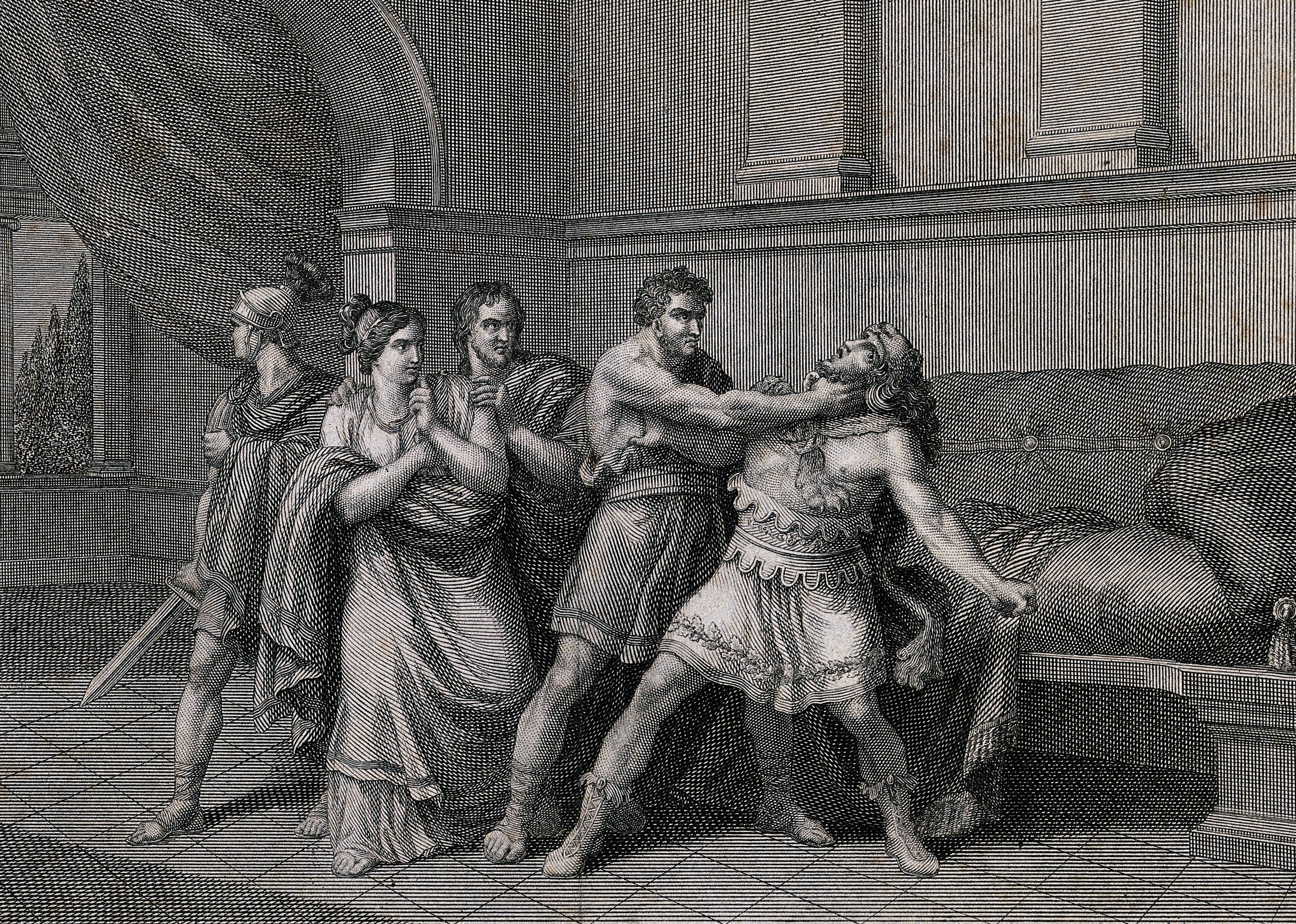
Атлет Нарцисс душит императора Комода. Офорт Дж. Мокетти по рисунку Б. Пинелли
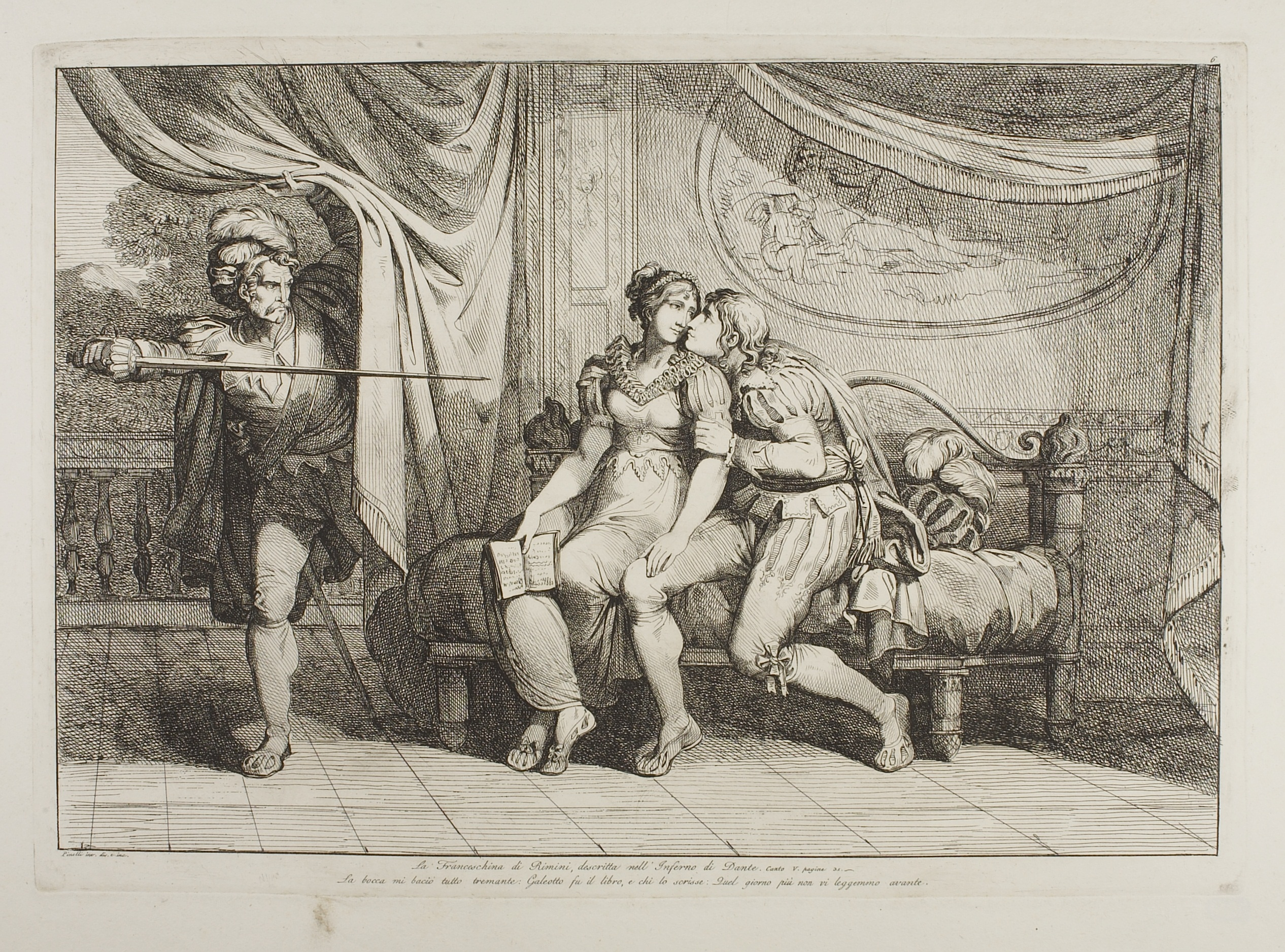
Паоло Малатеста и Франческа да Римини. Из иллюстраций к «Божественной комедии» Данте Алигьери. Офорт
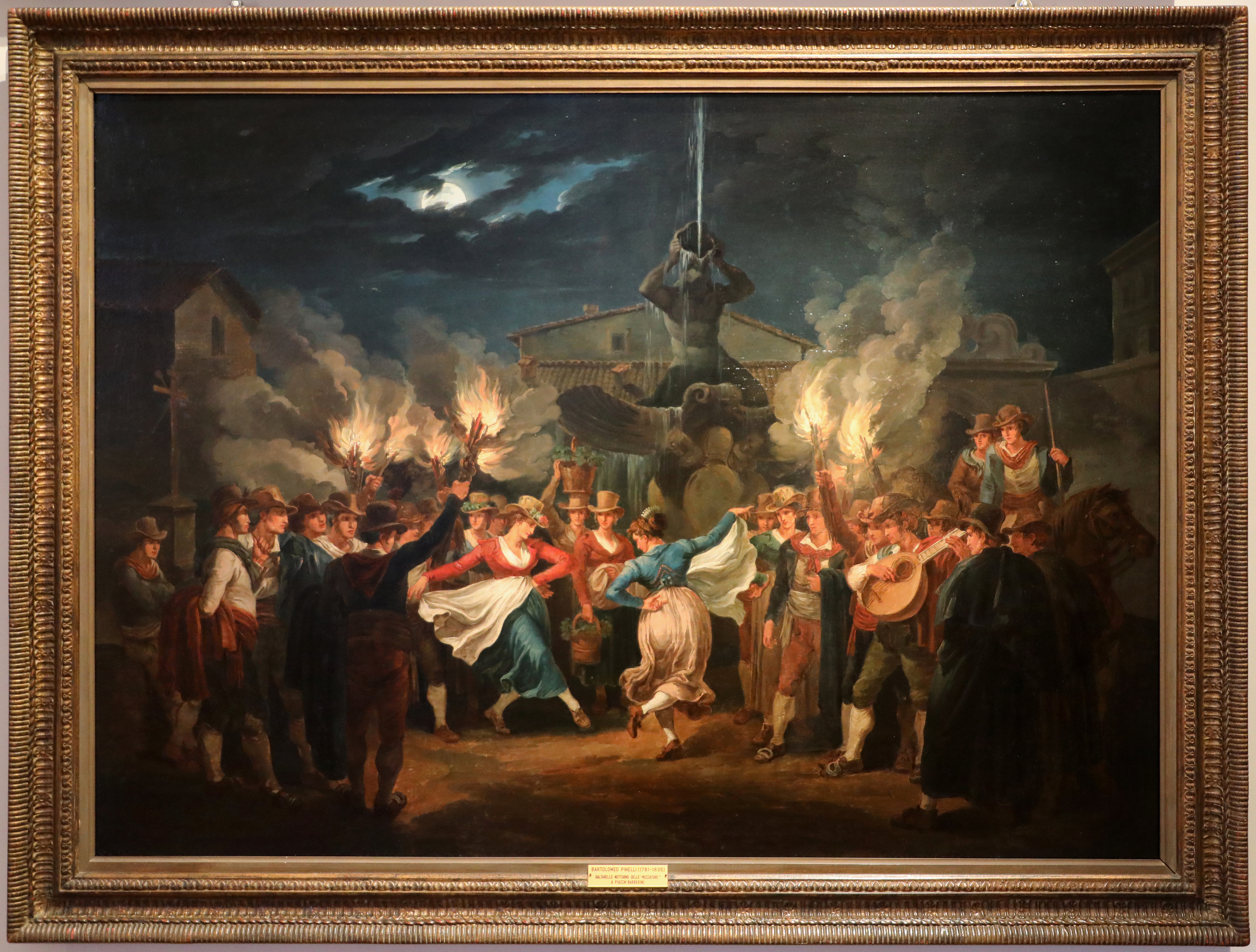
Ночная пляска девушек с разрезанными юбками на площади Барберини. 1821. Дерево, масло. Палаццо Браски, Рим
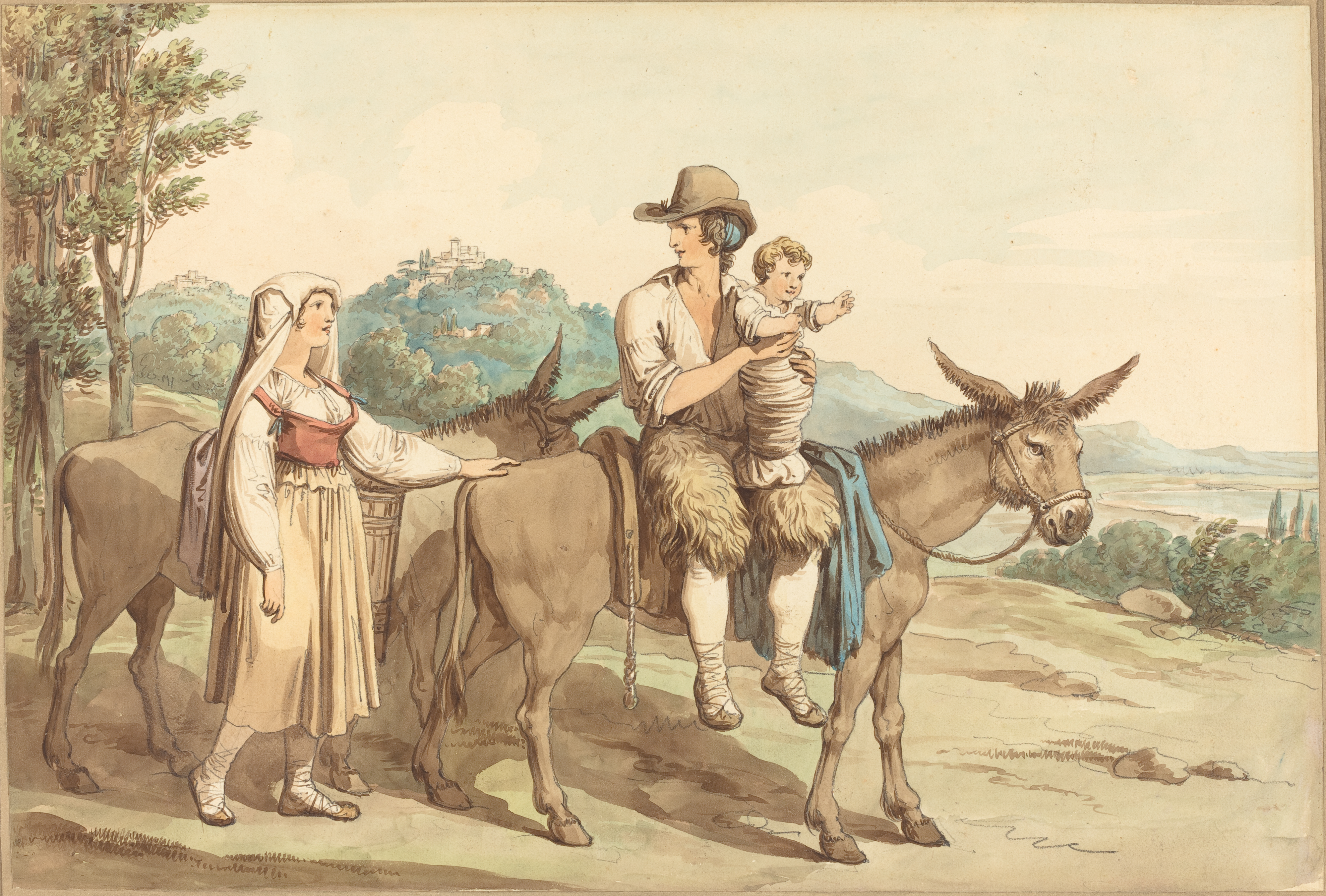
Крестьянская семья и два осла. Бумага, акварель. Национальная галерея искусства, Вашингтон
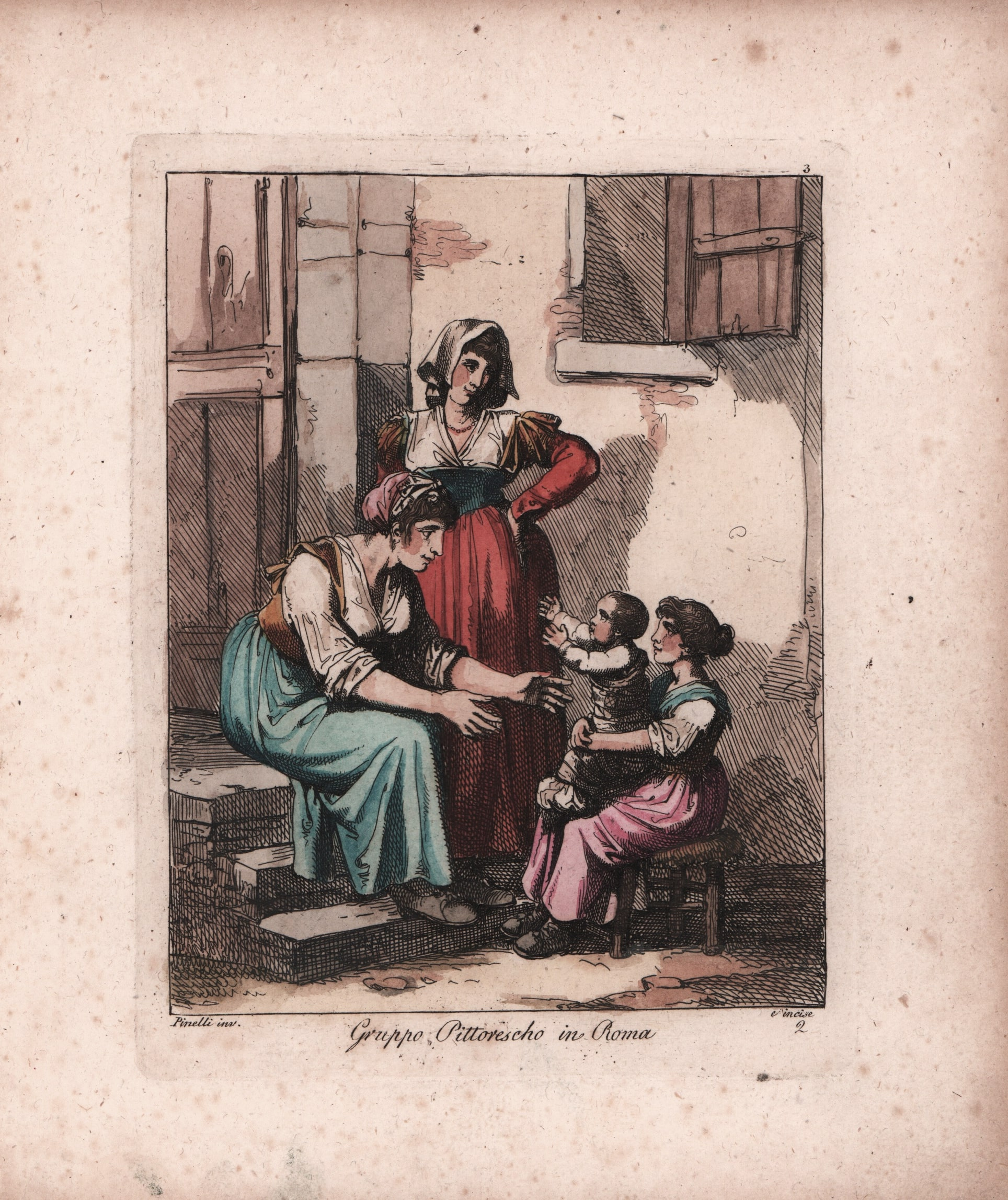
Живописная группа в Риме. 1810. Офорт, раскраска акварелью
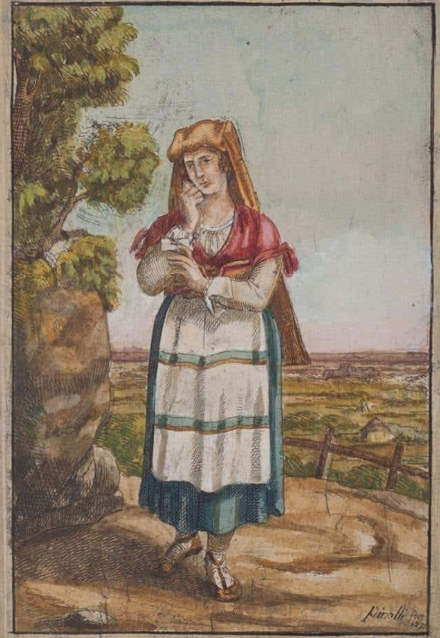
Римский костюм. 1831. Офорт, раскраска акварелью
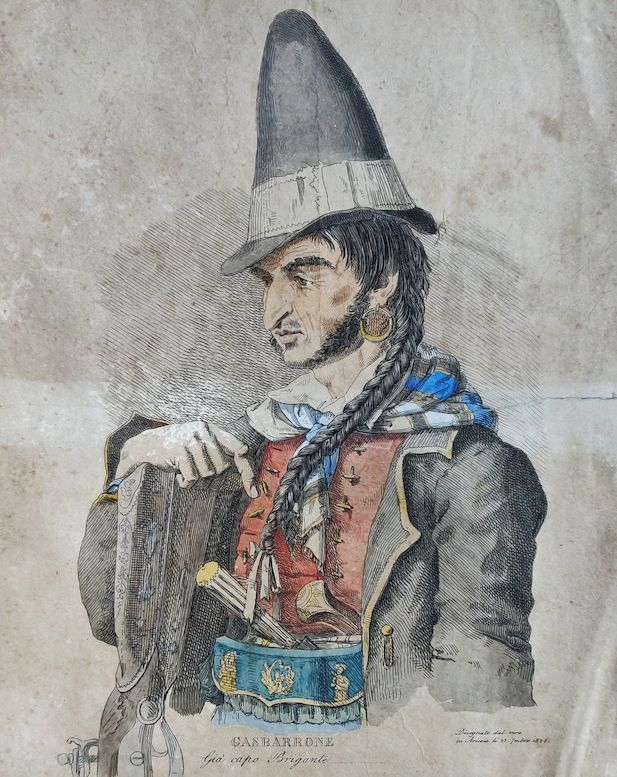
Портрет разбойника Гасбарроне. Офорт, раскраска акварелью. Палаццо Киджи, Аричча
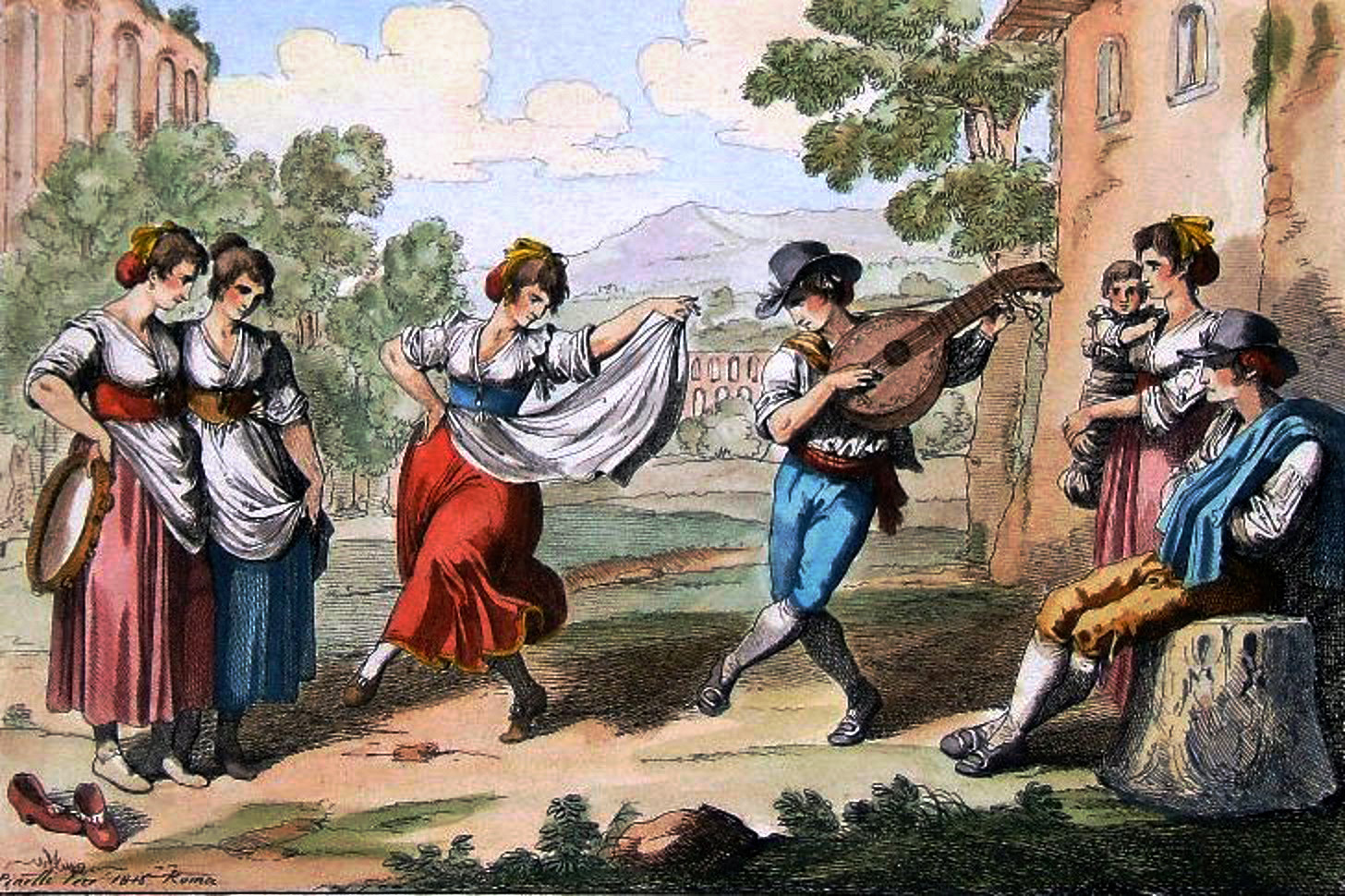
Сальтарелла. Офорт, раскраска
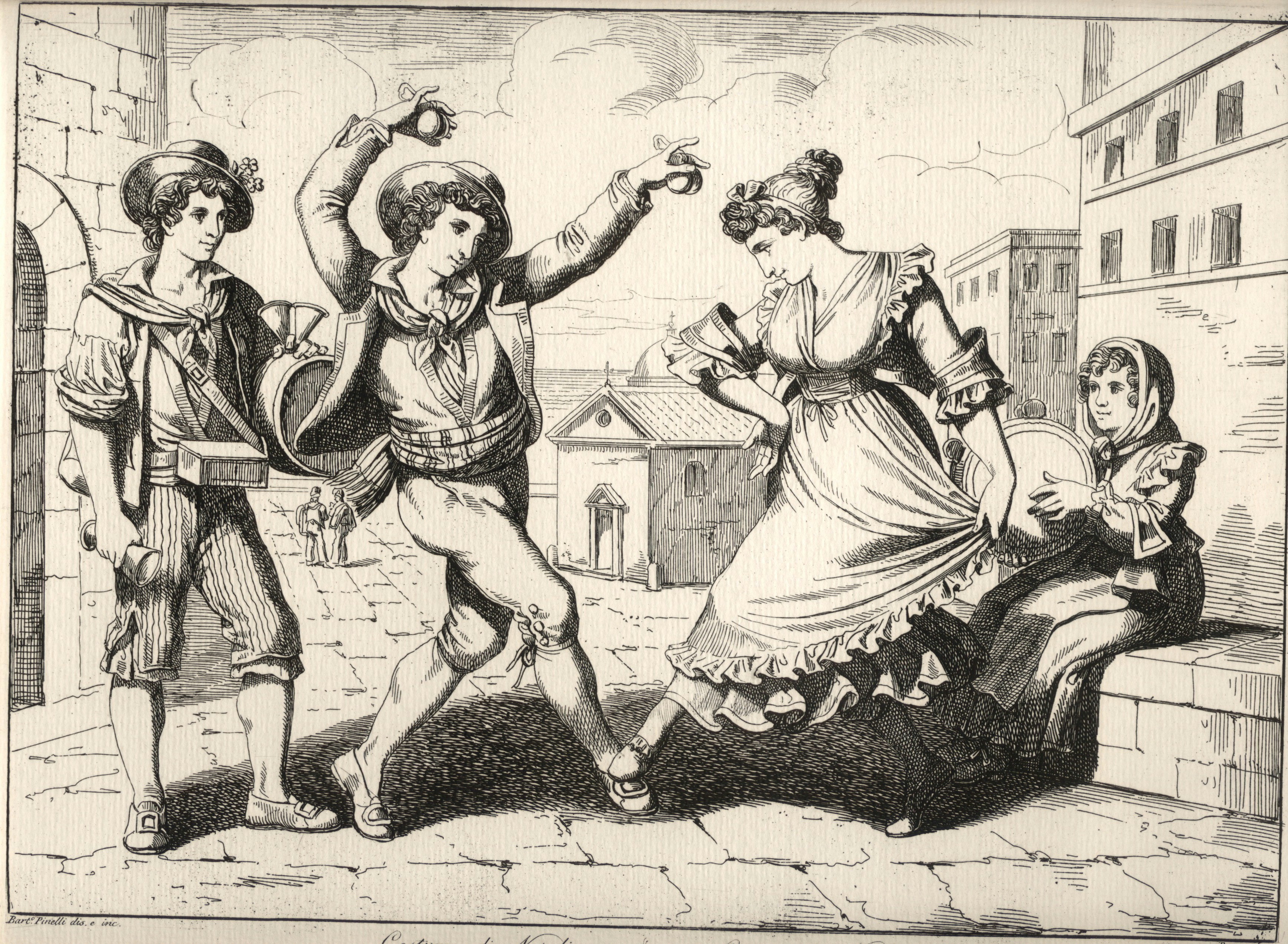
Офорт из серии «Костюмы Неаполя»
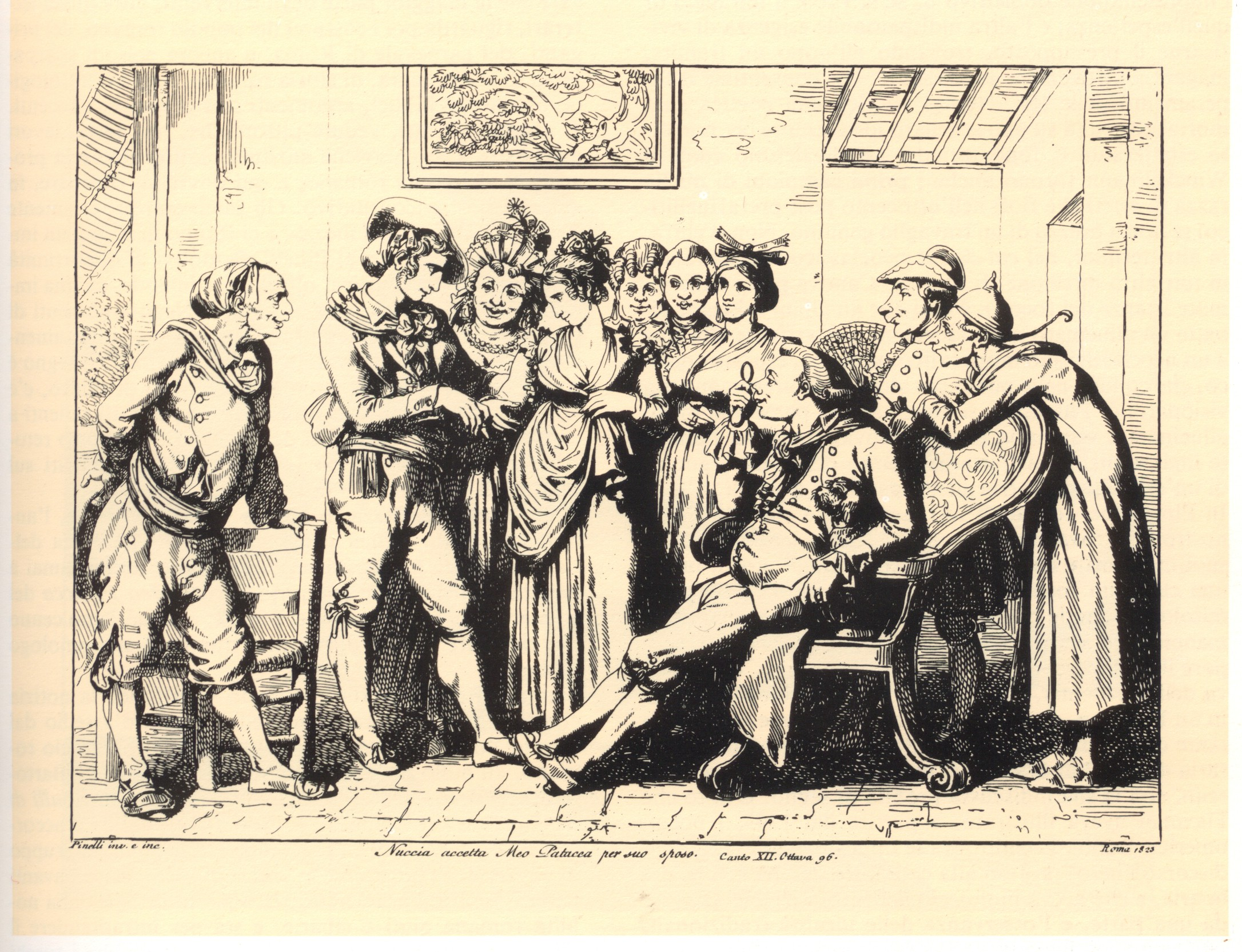
Офорт из серии «Мой мусор»